# ری فر فاکس
ری فر فاکس (انگلیسی: Ray Fairfax; ۱۴ نوامبر ۱۹۴۱ – ) بازیکن فوتبال اهل بریتانیا بود.
از باشگاه‌هایی که در آن بازی کرده‌است می‌توان به باشگاه فوتبال وست برومویچ آلبیون اشاره کرد.